# 셤웨이 (소프트웨어)
셤웨이(영어: Shumway)는 SWF 파일을 재생하기 위한 미디어 플레이어의 하나로, 현재는 개발이 중단된 상태이다. 어도비 플래시 플레이어의 오픈 소스 대체 소프트웨어로 고안되었다. 아파치와 오픈 폰트 라이선스 (OFL)로 라이선스된다. 모질라는 2012년에 개발을 시작했다. 고든(Gordon)이라는 초기 프로젝트에서 개선한 것으로, 이 이름들은 플래시 고든과 고든 셤웨이를 암시한다.
셤웨이는 플래시 파일 콘텐츠를 HTML5 요소로 변환한 다음 자바스크립트의 액션스크립트 인터프리터를 실행함으로써 플래시 콘텐츠를 렌더링한다. AVM1과 AVM2를 둘 다 지원하며, 액션스크립트 버전은 1, 2, 3을 지원한다.

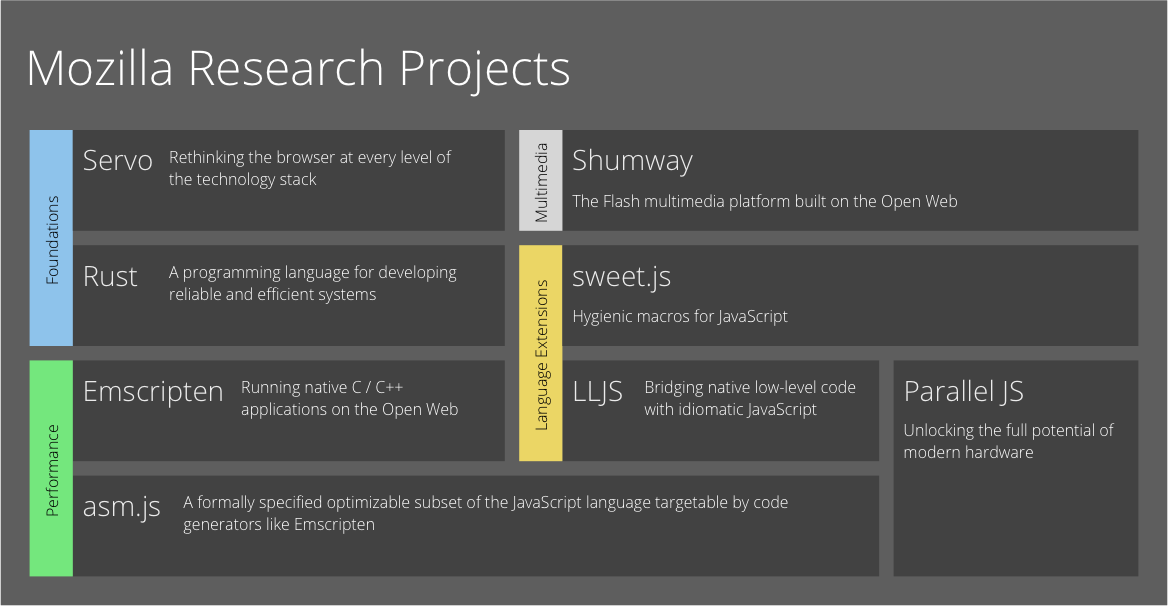
셤웨이를 설명하는 모질라 리서치의 프로젝트 다이어그램

셤웨이의 개발은 효율성을 이유로 중단되었다. 이 프로젝트가 깃허브를 통해 여전히 남아있지만 (외부 링크 참고), 2016년 2월에 이 프로젝트는 "Firefox Graveyard"로 이동되었으므로 모질라의 관점에서는 파산으로 간주된다. 당시 모질라의 전략은 NPAPI 플러그인 지원을 2016년 말까지 중단하는 일반적인 정책을 예외로 하고 어도비 플래시의 지원을 계속하는 것이었다.

## 같이 보기
- 구글 스위프티[4]
- 어도비 왈라비